# Galina Cariowa
Galina Gieorgijewna Cariowa (ros. Галина Георгиевна Царёва, ur. w 19 kwietnia 1950 w Wielkich Łukach) – radziecka kolarka torowa i szosowa, ośmiokrotna medalistka torowych mistrzostw świata.

## Kariera
Pierwszy sukces w karierze Galina Cariowa osiągnęła w 1969 roku, kiedy na torowych mistrzostwach świata w Antwerpii zdobyła złoty medal w sprincie indywidualnym. Sukces ten powtórzyła jeszcze pięciokrotnie: na MŚ w Leicester (1970), MŚ w Varese (1971), MŚ w San Cristóbal (1977), MŚ w Monachium (1978), oraz MŚ w Amsterdamie (1979). W tej samej konkurencji zajęła również trzecie miejsce podczas mistrzostw świata w Montrealu w 1974 roku, gdzie wyprzedziły ją jedynie jej rodaczka Tamara Pilszczikowa oraz Amerykanka Sue Novarra. Ostatni medal wywalczyła na mistrzostwach świata w Besançon w 1980 roku, gdzie w sprincie indywidualnym była druga za Novarrą. W latach 1969, 1971, 1974, 1975, 1976, 1977, 1978, 1979, 1980, 1982 i 1987 zdobywała mistrzostwo ZSRR w sprincie, a w latach 1971, 1972 i 1976 zwyciężała również w wyścigu na 500 m. Startowała także w wyścigach szosowych, między innymi sześciokrotnie zdobywając tytuł mistrzyni kraju w wyścigu ze startu wspólnego. W 1981 roku zajęła czwarte miejsce w tej konkurencji podczas szosowych mistrzostw świata w Pradze, przegrywając walkę o brązowy medal z Connie Carpenter z USA. Na rozgrywanych trzy lata wcześniej szosowych mistrzostwach w Nürburgring Cariowa zajęła ósmą pozycję. Nigdy nie wystartowała na igrzyskach olimpijskich.
Cariowa wyszła za mąż za swego trenera Aleksandra Kuzniecowa. Ich córka Swietłana Kuzniecowa jest tenisistką, a syn Nikołaj Kuzniecow również reprezentował Rosję w kolarstwie.